# Arcipelago di Palmer
L'arcipelago di Palmer, noto anche come arcipelago antartico, è un arcipelago al largo della costa nord-occidentale della penisola antartica. Si estende dall'isola Tower, a nord, all'isola Anvers, a sud. Lo stretto di Gerlache lo separa dalla penisola antartica, mentre lo stretto di Bismarck lo divide dall'arcipelago Wilhelm.

## Storia

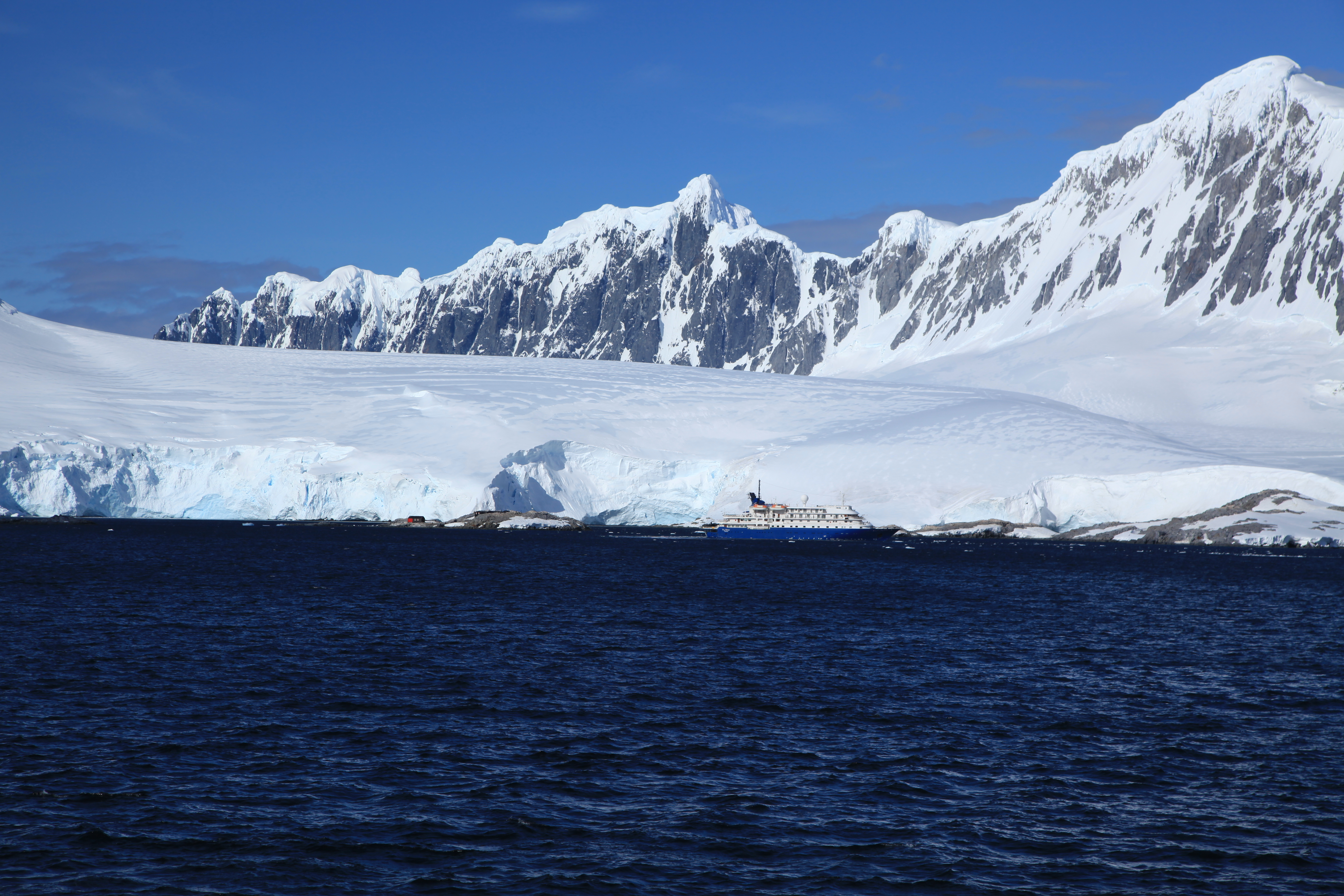
Una nave a Port Lockroy, Wiencke Island

Adrien de Gerlache, leader della spedizione antartica belga (1897-1899), scoprì l'arcipelago nel 1898. Lo chiamò Arcipelago di Palmer in onore del capitano statunitense Nathaniel Palmer, che navigò in quelle acque nel 1820.
Sia l'Argentina che il Regno Unito hanno gestito stazioni di ricerca nell'arcipelago.

## Isole
- Isola Abbott
- Isola Alpha
- Isola Anvers
- Isola Auguste
- Isola Bob
- Isola Brabant
- Isola Bremen
- Isola Buff
- Isola Chionis
- Isole Christiania
- Isola Chukovezer
- Isola Cobalcescou
- Isola Cormorant
- Isola Davis
- Isola Delta
- Isola Dink
- Isola Doumer
- Isola Dream
- Isola Emen
- Isola Epsilon
- Isola Eta
- Isola Fridtjof
- Isola Gamma
- Isola di Gand
- Isola Halfway
- Isola Hermit
- Isola Hoseason
- Isola Humble
- Isola Imelin
- Isola Janus
- Isola Kalotina
- Isola Lambda
- Isola Lapteva
- Isola Lecointe
- Isola di Litchfield
- Isola Liège
- Isola Masteyra
- Isola Ohlin
- Isola Omega
- Isola Pabellon
- Isola Pampa
- Isola Petrelik
- Isola Raklitsa
- Isola Rogulyat
- Isola Soatris
- Isola Spert
- Isola Spume
- Isola Temenuga
- Isole Tetrad
- Isola Torgersen
- Isola Tower
- Isola Trebishte
- Isola Trinity
- Isola Tripod
- Isola Two Hummock
- Isola Vázquez
- Isola Vromos
- Walsham Rocks
- Isola Wiencke
- Isola Yoke
- Isola Zigzag